# Гамильтон-Хайтс
Га́мильтон-Хайтс (англ. Hamilton Heights, «Гамильтонские высоты») — квартал на северо-западе боро Манхэттен, Нью-Йорк.
Гамильтон-Хайтс ограничивается 135-й улицей с юга и 155-й с севера, Эджкомб-авеню на востоке и рекой Гудзон (Риверсайд-драйвом) на западе. На юге Гамильтон-Хайтс граничит с кварталом Морнингсайд-Хайтс, на севере — с кварталом Вашингтон-Хайтс. Гамильтон-Хайтс находится под юрисдикцией 9-го общественного совета Манхэттена.

## История

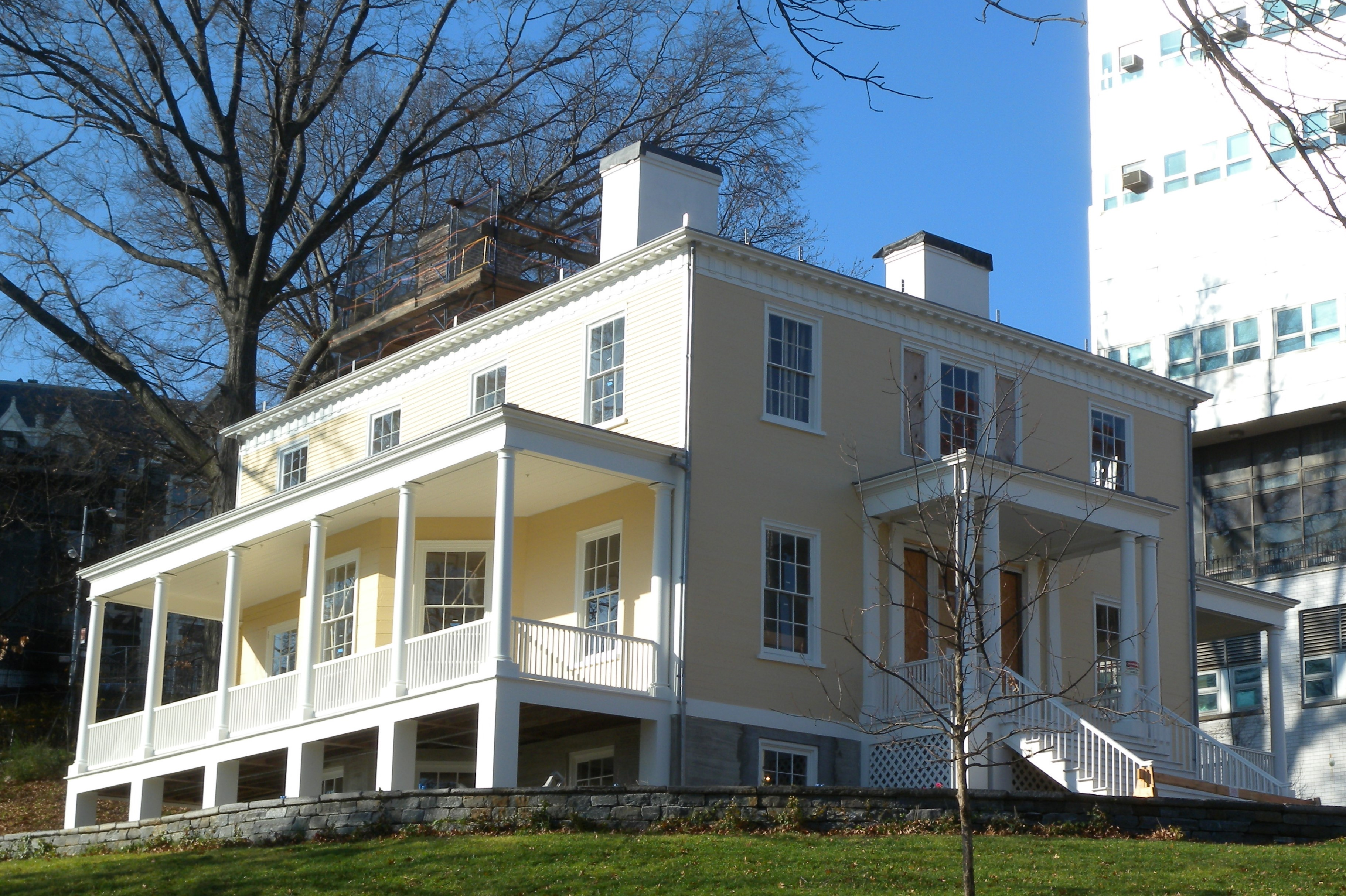
Дом Александра Гамильтона

Своё название квартал получил в честь резиденции Александра Гамильтона 1802 года постройки. Основная часть жилья в Гамильтон-Хайтс была возведена после продления эстакадной железной дороги и линий метрополитена в конце XIX и начале XX столетия. В 1930—1940-х годах квартал испытал наплыв чернокожего населения, что отрицательным образом сказалось на его привлекательности для белого населения. Тем не менее уже к 1960—1970-м годах в среде чернокожего населения, проживавшего в кирпичных домах ленточной застройки, сформировалось ядро, представленное средним классом. В 1980-х годах в квартале начали массово селиться латиноамериканцы, основными представителями которых были выходцы из Доминиканы. Благодаря проводимой с 2005 года джентрификации, белое население квартала несколько увеличилось.

## Культурные заведения и достопримечательности
В квартале расположен Сити-колледж, Гарлемский танцевальный театр и Гарлемская школа искусств. В Гамильтон-Хайтс расположено множество парков, среди которых парк Ривербанк, являющийся частью Риверсайд-Парка, и кладбище Церкви Троицы (англ. Trinity Church Cemetery).

## Население
По данным на 2009 год, численность населения квартала составляла 36 733 жителя. Средняя плотность населения составляла около 25 939 чел./км², превышая среднюю плотность населения по Нью-Йорку более чем в 2,5 раза. В расовом соотношении большинство было представлено латино- и афроамериканцами, тогда как доля белых и представителей других рас была незначительной. Средний доход на домашнее хозяйство был почти в 2 раза ниже среднего показателя по городу: $30 302.

## Общественный транспорт
Гамильтон-Хайтс обслуживается станциями 137th Street – City College и 145th Street линии IRT Broadway – Seventh Avenue Line и 145th Street и 155th Street линии IND Concourse Line Нью-Йоркского метрополитена. По состоянию на сентябрь 2012 года, в районе действовали автобусные маршруты M2, M3, M4, M5, M6, M10, M11, M19, M100 и M101.
|  |